# Jönköpings Tändsticksfabrik

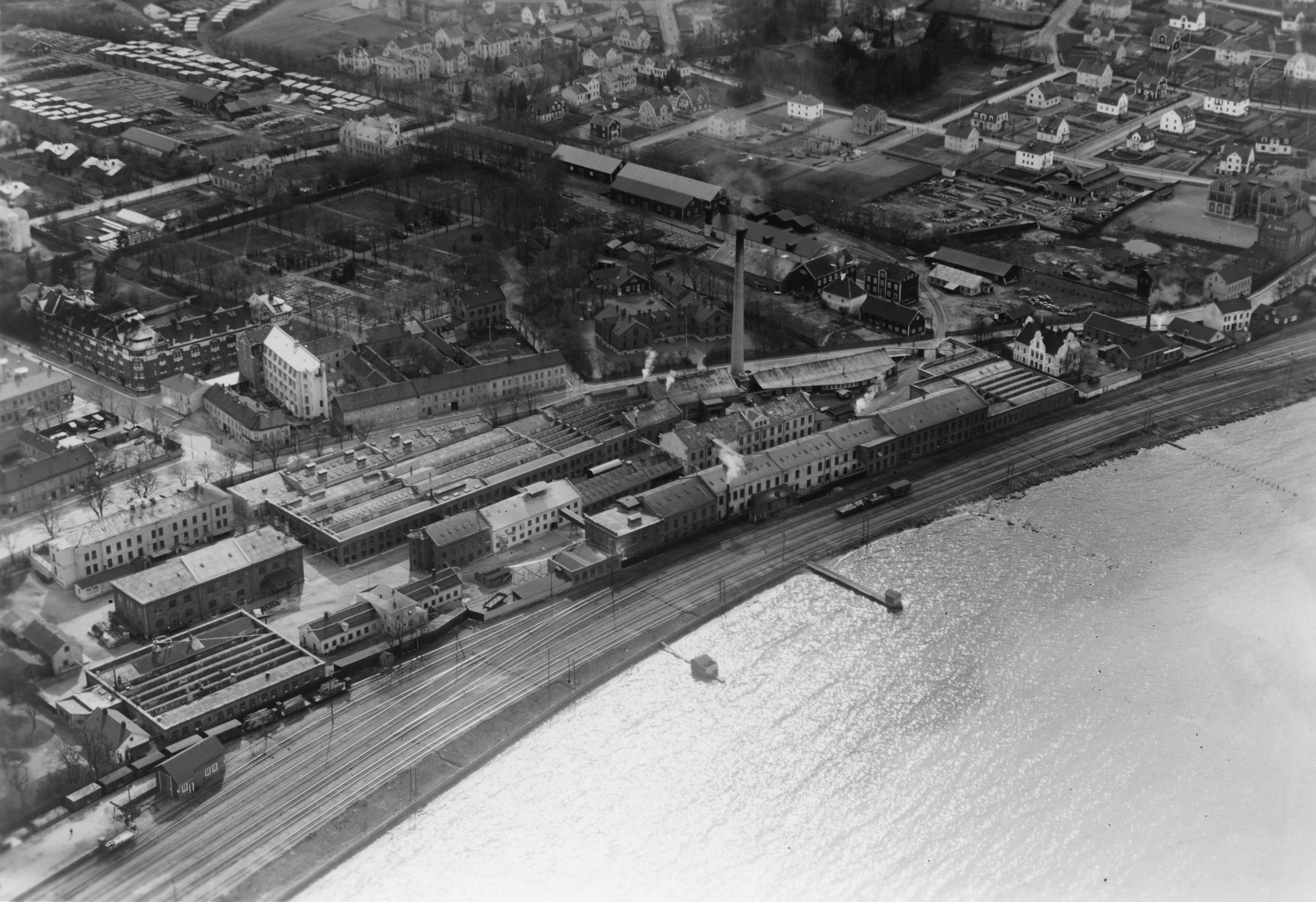
Flygbild, 1927

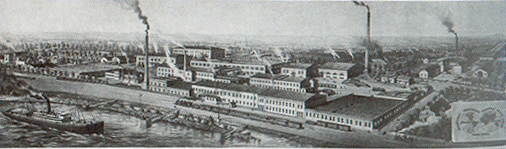
Jönköpings Tändsticksfabriks AB vid Vätterns strand, teckning från omkring 1910

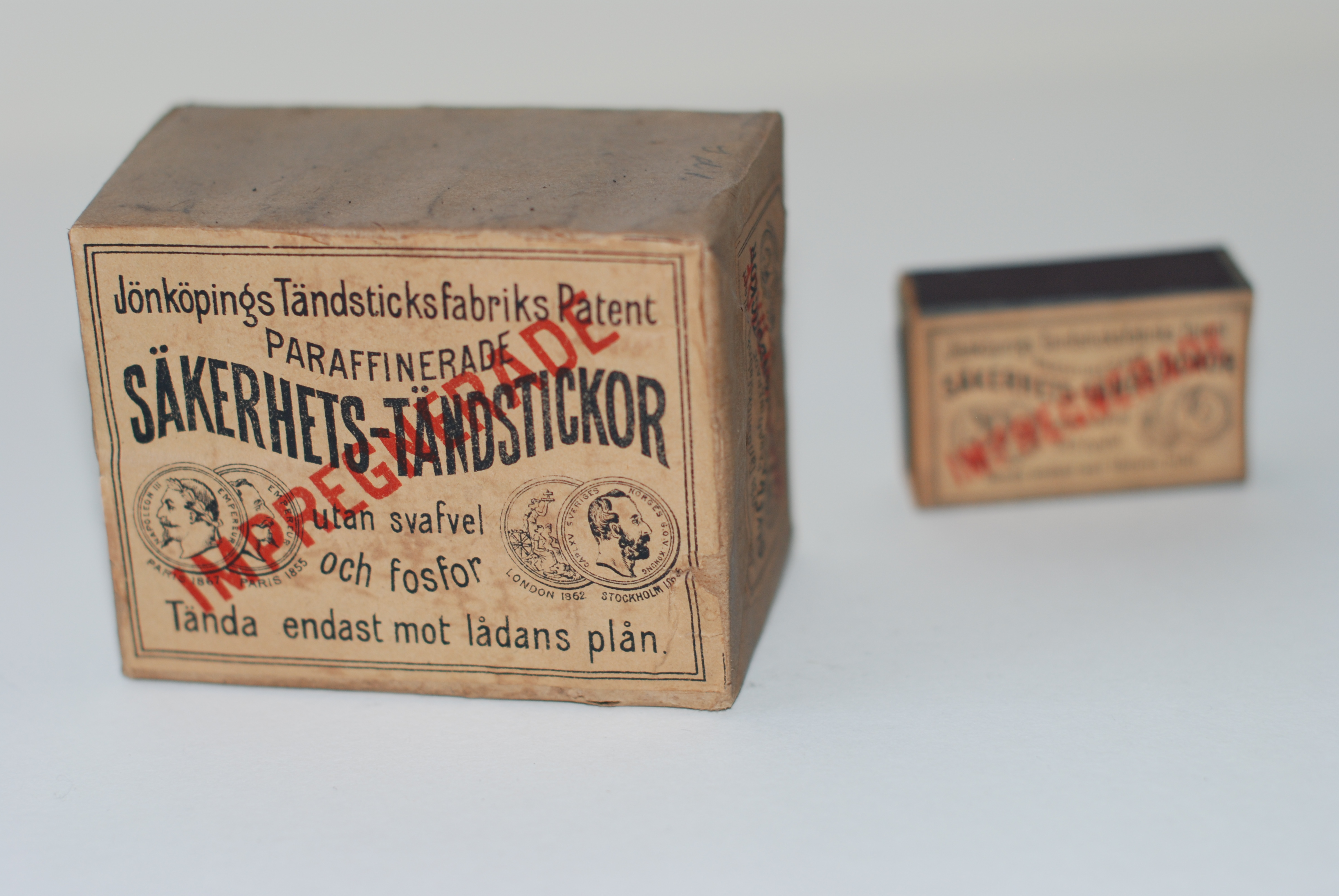
Patenterade säkerhetständstickor från Jönköpings Tändsticksfabrik

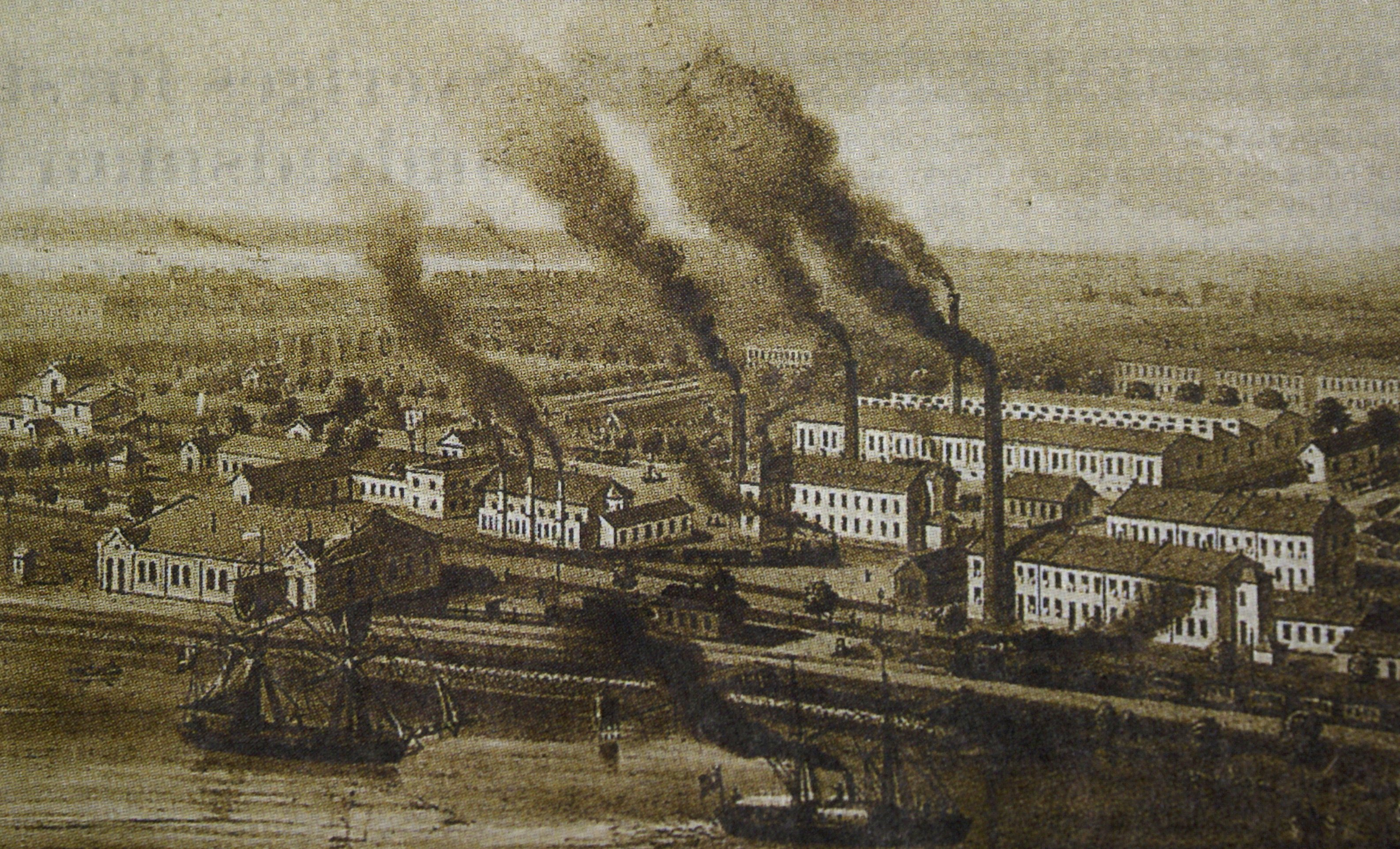
Litografi av Jönköpings tändsticksfabrik 1872

Jönköpings Tändsticksfabriks AB med säte i Jönköping grundades 1857 genom en sammanslagning av bröderna Lundströms tändsticksfabrik, grundad 1845, med fem andra tändsticksfabriker. Företaget förvärvades av Ivar Kreuger 1917 i samband med grundandet av Svenska Tändsticks Aktiebolaget (STAB) som är ursprunget till dagens Swedish Match AB. 

## Historik

### Jönköpings Tändsticksfabrik grundas
Jönköpings Tändsticksfabrik grundades av Johan Edvard Lundström, som 1845 hade påbörjat tillverkning av tändstickor i en förhyrd lokal i envåningshuset i sydvästra hörnet av Barnarps- och Västra Storgatan i Jönköping. Ett år senare, 1846, gick hans bror Carl Frans Lundström med i företaget och 1847 köpte de en tomt vid Vätterns strand där de första fabriksbyggnaderna för storskalig tändsticksproduktion uppfördes. 
Till en början tillverkades fosforstickor som hade nackdelen att lätt självantända och kunde tändas mot vilken skrovlig yta som helst. Den vita fosforn som användes blev också ett mycket stort arbetsmiljöproblem i tillverkningen, som orsakade många mänskliga tragedier. 
Fosforångor som inandades av de som arbetade med doppningen för påföringen av tändsatsen kunde efter lång tids exponering göra arbetarna livshotande sjuka, med symptom som bland annat tandlossning, inflammationer och benförändringar på underkäken. Sjukdomen kom att kallas för fosfornekros. När man hade kommit underfund med att det var fosforn som var orsaken införde man bättre ventilation men insåg snart att den vita fosforn måste ersättas av något annat.

### Säkerhetständstickan
Utvecklingen av den fosforfria säkerhetständstickan som uppfanns av Gustaf Erik Pasch (1788-1862) och som han 1844 fick svenskt patent - det svenska patentet på säkerhetständstickan gick ut 1859 - på och senare patenterade i många andra länder kom att bli en avgörande faktor för att göra Sverige till ett ledande land inom tändsticksproduktion. J. E. Lundström vidareutvecklade - tillsammans med brodern Carl Frans Lundström - Gustaf Erik Paschs patent efter att ha fått prov på röd fosfor under Londonutställningen 1851 av den brittiska firman Albright and Wilson, som ett par år senare blev huvudleverantör av röd fosfor till hela tändsticksindustrin. På säkerhetständstickan ersattes den vita fosforn av ofarlig röd fosfor som bands till ett plån på utsidan av tändsticksasken. Tillverkningen av den nya tändstickan kom igång omkring 1853 och på världsutställningen i Paris 1855 fick man en särskild utmärkelse för uppfinningen. Övergången till säkerhetständstickor gjorde att företagets tillverkningsvolym ökade snabbt. Redan 1858 tillverkade och sålde bröderna närmare 12 miljoner "elddon" (askar) och Jönköpings tändsticksfabrik kom från cirka 1860 och framåt att inta en ledande ställning i världen under många år på produktion och försäljning av säkerhetständstickor.

### Ombildning till aktiebolag 1857
1857 ombildades företaget till aktiebolag, med J. E. Lundström som disponent fram till 1863 och därefter Anders Bernhard Hay fram till 1898. Det var företrädesvis under ledning av Bernhard Hay (född 1835) som fabriken från 1863- trots en hårdnande konkurrens både inom Sverige och utomlands - med användande av avancerade tändsticksmaskiner, utvecklade av A. L. Sjöberg och Alexander Lagerman, som företaget blev ett storindustriellt företag och gjorde namnet Jönköping känt över hela världen.  Säkerhetständstickor blev synonymt med Jönköping i stora delar av världen. 1910 tillverkades i genomsnitt 1,8 miljoner askar per dag. Förutom de i handeln vanligen förekommande tändstickorna, tillverkades även askar och tändstickor i olika specialvarianter. Även fosforständstickor exporterades till en del länder som efterfrågade detta, men då med bättre produktionsmetoder som reducerade risken för fosfornekros hos arbetarna.

### Jönköpings och Vulcans Tändsticksfabriks AB
I början av 1903 gick bolaget ihop med fem andra av landets större tändsticksfabriker (Jönköpings Westra Tändsticksfabrik, Vulcan, Uddevalla, Annebergs och Västerviks nya) i det då nybildade Jönköpings och Vulcans Tändsticksfabriks AB’’, förkortat Jönköpings Tändsticksfabriks AB. Aktiekapitalet uppgick till 10 014 000 kr. Från 1 januari 1909 leddes företaget av disponent E. von Seth. Flera av de ingående fabrikerna ägdes av Fredrik Löwenadler, ledare för handelsfirman Trummer & Co i London.
Fabriksområdet 1910 omfattade cirka 15,4 ha och bestod av 70 större fabriksbyggnader och mindre hus. Till fabriken hörde ett litografiskt- och accidenstryckeri, en såg med 2 ramsågar, snickarverkstad och mekanisk verkstad, där alla fabrikens arbetsmaskiner tillverkades, en central station för produktion av elektrisk ström till såväl fabriksdriften som till belysningen. 
För de anställda, cirka 1000, fanns det medel avsatta som uppgick till totalt 290,748 kr. i januari 1909. Medlen utgjordes dels av donerade pengar och dels av bolaget avsatta medel till sjuk- och begravningshjälp samt understöd och pensioner, men även medel som donerats av enskilda personer för undervisning och änkepensioner. På fabriksområdet fanns också ett stort antal flerbostadshus med lägenheter för anställda, stora samlingssalar med lokaler för bibliotek, studier, föredrag, musik m.m.

### Försäljning till Ivar Kreuger 1917
År 1913 försökte Ivar Kreuger förmå Jönköpings tändsticksfabriker att gå samman med hans under 1913 grundade AB Förenade Svenska Tändsticksfabriker, men detta avböjdes av företaget. Det skulle dröja till 1917 då Ivar Kreuger med hjälp av Handelsbanken och Emissionsbolaget, köpte upp Jönköpings tändsticksfabriks AB och i samband med förvärvet grundade Svenska Tändsticks Aktiebolaget (STAB) med Ivar Krueger som verkställande direktör. STAB kom att omfatta samtliga tändsticksfabriker i Sverige inkluderat alla råvaruföretag och även de ledande företag i Sverige som tillverkade tändsticksmaskiner. 
Tillverkningen vid huvudfabriken vid Vättern Jönköping lades ner 1940. Systerfabriken, Jönköpings Westra tändsticksfabrik, fortsatte med produktionen fram till 1970.